# Bertalan Farkas
Bertalan Farkas (Gyulaháza, 2 de agosto de 1949) foi o primeiro e até hoje único cosmonauta húngaro, assim como o primeiro esperantista a visitar o espaço. Sua viagem se deu enquanto integrante do programa espacial Intercosmos da União Soviética e de seus aliados.
Piloto da força aérea da Hungria, Farkas foi tripulante da quinta missão internacional Intercosmos, subindo ao espaço em 26 de maio de 1980 junto com o cosmonauta soviético Valeri Kubasov a bordo da nave Soyuz 36. A tripulação passou sete dias em órbita, completando 124 voltas no planeta, conduzindo experiências científicas.
Após sua missão, Bertalan entrou para a política e hoje é membro do Fórum Democrático Húngaro, um partido conservador de seu país.